# BAFL National Division 2020
La BAFL National Division 2020 è stata  il campionato di football americano di secondo livello, organizzato dalla BAFL.
Il 12 marzo con un comunicato sulla pagina Facebook della BAFL è stata annunciata la sospensione del campionato a causa della pandemia di COVID-19 del 2019-2021.
Il 3 agosto la stagione 2020 è stata ufficialmente annullata.

## Squadre partecipanti
| Club                          | Città        | Stadio | Sponsor ufficiale | Risultato nella stagione 2019 |
| ----------------------------- | ------------ | ------ | ----------------- | ----------------------------- |
| Andenne Bears                 | Andenne      |        |                   |                               |
| Grez-Doiceau Fighting Turtles | Grez-Doiceau |        |                   |                               |
| Izegem Tribes                 | Izegem       |        |                   |                               |
| Leuven Lions                  | Lovanio      |        |                   |                               |
| Mons Knights                  | Mons         |        |                   |                               |
| Verviers Mustangs             | Verviers     |        |                   |                               |
| Wallonie Picarde Phoenix      | Tournai      |        |                   |                               |
| Waterloo Warriors             | Waterloo     |        |                   |                               |

## Stagione regolare

### Calendario

#### 1ª giornata
| Tournai 23 febbraio 2020, ore 12:00 | Izegem Tribes | 28 – 0 | Leuven Lions |  |

| Mons 23 febbraio 2020, ore 12:00 | Waterloo Warriors | 13 – 0 | Verviers Mustangs |  |

| Tournai 23 febbraio 2020, ore 15:00 | Grez-Doiceau Fighting Turtles | 24 – 0 | Wallonie Picarde Phoenix |  |

| Mons 23 febbraio 2020, ore 15:00 | Andenne Bears | 0 – 7 | Mons Knights |  |

#### 2ª giornata
| Waterloo 8 marzo 2020, ore 12:00 | Leuven Lions | 12 – 2 | Andenne Bears |  |

| Waterloo 8 marzo 2020, ore 15:00 | Wallonie Picarde Phoenix | 0 – 54 | Waterloo Warriors |  |

| Mont-Saint-Guibert 8 marzo 2020, ore 15:00 | Mons Knights | 13 – 0 | Grez-Doiceau Fighting Turtles |  |

#### 3ª giornata
| Berchem-Sainte-Agathe 15 marzo 2020, ore 12:00 | Verviers Mustangs | - – - | Izegem Tribes |  |

#### 4ª giornata
| Izegem 22 marzo 2020, ore 12:00 | Waterloo Warriors | - – - | Mons Knights |  |

| Izegem 22 marzo 2020, ore 15:00 | Wallonie Picarde Phoenix | - – - | Izegem Tribes |  |

#### 5ª giornata
| Lovanio 29 marzo 2020, ore 14:00 | Verviers Mustangs | - – - | Leuven Lions |  |

| Andenne 29 marzo 2020, ore 14:00 | Grez-Doiceau Fighting Turtles | - – - | Andenne Bears | Andenne Arena |

#### 6ª giornata
| Gand 19 aprile 2020, ore 12:00 | Leuven Lions | - – - | Grez-Doiceau Fighting Turtles |  |

| Waterloo 19 aprile 2020, ore 12:00 | Verviers Mustangs | - – - | Wallonie Picarde Phoenix |  |

| Mons 19 aprile 2020, ore 15:00 | Izegem Tribes | - – - | Mons Knights |  |

| Waterloo 19 aprile 2020, ore 15:00 | Andenne Bears | - – - | Waterloo Warriors |  |

#### 7ª giornata
| Andenne 3 maggio 2020, ore 12:00 | Mons Knights | - – - | Verviers Mustangs | Andenne Arena |

| Lovanio 3 maggio 2020, ore 12:00 | Waterloo Warriors | - – - | Grez-Doiceau Fighting Turtles |  |

| Andenne 3 maggio 2020, ore 15:00 | Izegem Tribes | - – - | Andenne Bears | Andenne Arena |

| Lovanio 3 maggio 2020, ore 15:00 | Wallonie Picarde Phoenix | - – - | Leuven Lions |  |

#### 8ª giornata
| Tournai 17 maggio 2020, ore 12:00 | Leuven Lions | - – - | Waterloo Warriors |  |

| Tournai 17 maggio 2020, ore 15:00 | Mons Knights | - – - | Wallonie Picarde Phoenix |  |

#### 9ª giornata
| Mont-Saint-Guibert 24 maggio 2020, ore 12:00 | Leuven Lions | - – - | Mons Knights |  |

| Verviers 24 maggio 2020, ore 14:00 | Andenne Bears | - – - | Verviers Mustangs |  |

| Mont-Saint-Guibert 24 maggio 2020, ore 15:00 | Izegem Tribes | - – - | Grez-Doiceau Fighting Turtles |  |

#### 10ª giornata
| Verviers 7 giugno 2020, ore 12:00 | Wallonie Picarde Phoenix | - – - | Andenne Bears |  |

| Izegem 7 giugno 2020, ore 14:00 | Waterloo Warriors | - – - | Izegem Tribes |  |

| Verviers 7 giugno 2020, ore 15:00 | Grez-Doiceau Fighting Turtles | - – - | Verviers Mustangs |  |

### Classifica
La classifica della regular season è la seguente:
- PCT = percentuale di vittorie, G = partite giocate, V = partite vinte,  P = partite perse, PF = punti fatti, PS = punti subiti

| Pos. | Squadra                       | PCT   | G | V | N | P | PF | PS |
| ---- | ----------------------------- | ----- | - | - | - | - | -- | -- |
| 1    | Waterloo Warriors             | 1.000 | 2 | 2 | 0 | 0 | 67 | 0  |
| 2    | Mons Knights                  | 1.000 | 2 | 2 | 0 | 0 | 20 | 0  |
| 3    | Izegem Tribes                 | 1.000 | 1 | 1 | 0 | 0 | 28 | 0  |
| 4    | Grez-Doiceau Fighting Turtles | .500  | 2 | 1 | 0 | 1 | 24 | 13 |
| 5    | Leuven Lions                  | .500  | 2 | 1 | 0 | 1 | 12 | 30 |
| 6    | Verviers Mustangs             | .000  | 1 | 0 | 0 | 1 | 0  | 13 |
| 7    | Andenne Bears                 | .000  | 2 | 0 | 0 | 2 | 2  | 19 |
| 8    | Wallonie Picarde Phoenix      | .000  | 2 | 0 | 0 | 2 | 0  | 78 |

## Spareggio promozione
| 21 giugno 2020, ore 14:00 | TBD | – | TBD |  |

## Spareggio retrocessione
| 21 giugno 2020, ore 14:00 | TBD | – | TBD |  |